# Ricardo Rio

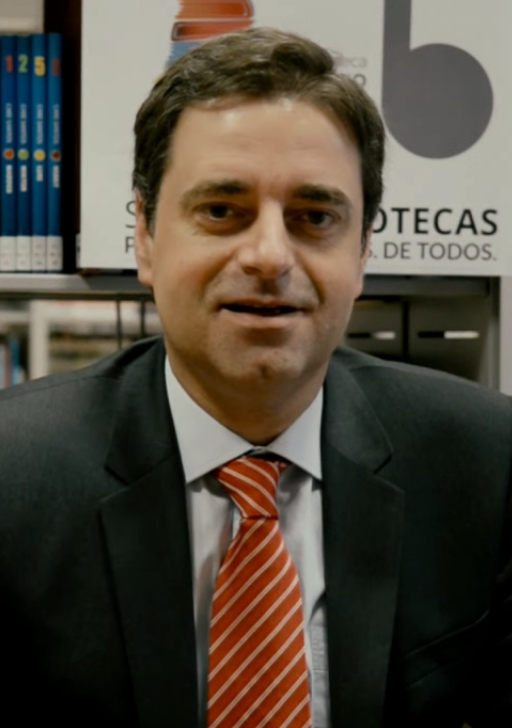
Ricardo Bruno Antunes Machado Rio

Ricardo Bruno Antunes Machado Rio (* 1973 in Braga) ist ein portugiesischer Politiker (PSD). Er ist Bürgermeister von Braga.